# Сошественский, Николай Александрович

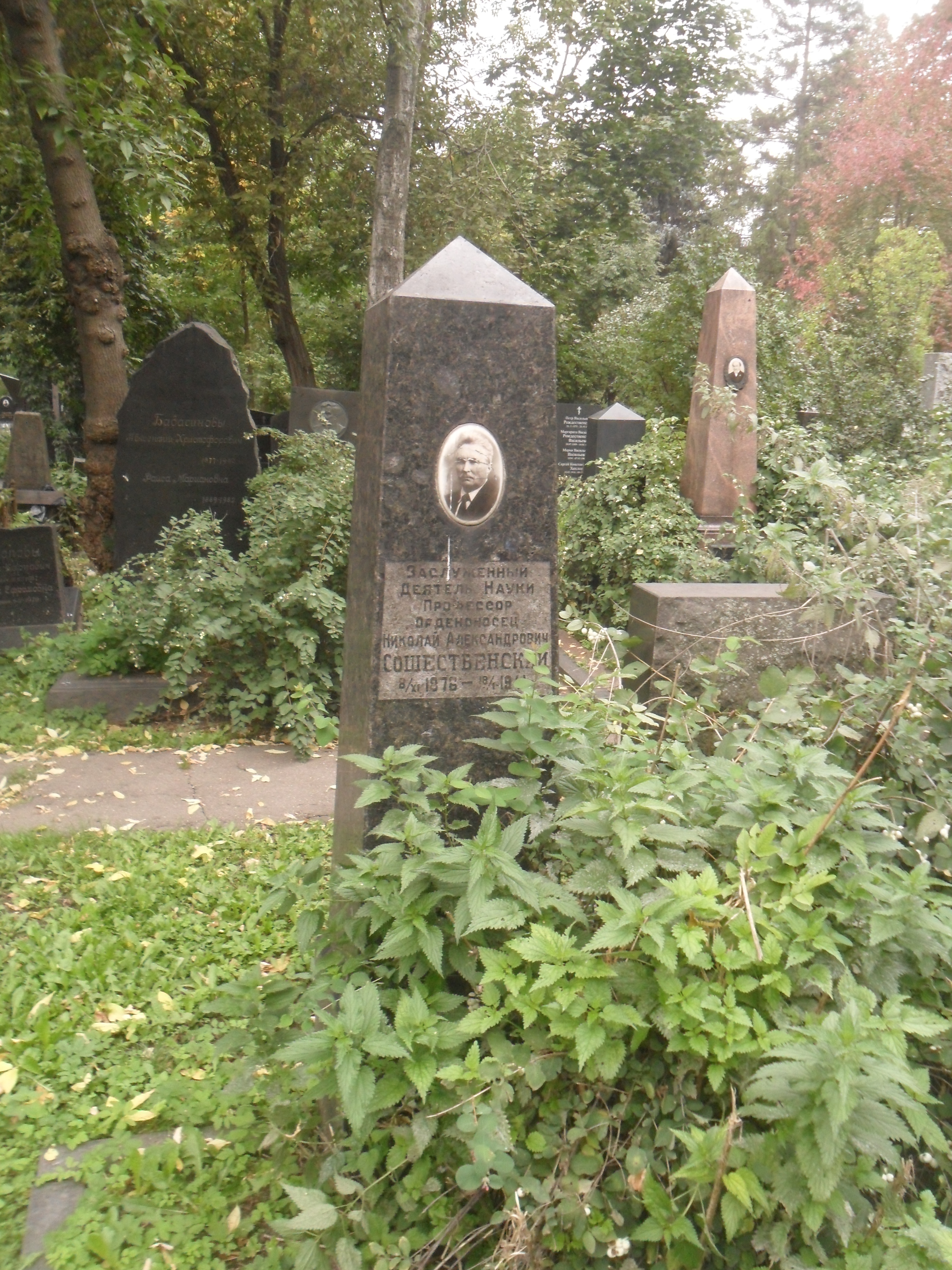
Могила Сошественского на Новодевичьем кладбище Москвы.

Николай Александрович Сошественский (7 ноября 1876, Аткарский уезд, Саратовская губерния — 18 января 1941, Москва) — российский и советский ветеринарный фармаколог и токсиколог, доктор ветеринарных наук, профессор, заслуженный деятель науки РСФСР.

## Биография
Николай Сошественский родился 7 ноября 1876 года в селе Ексарка (Вязовка) Аткарского уезда (ныне — Вязовка в Саратовской области). В 1906 году он окончил Казанский ветеринарный институт, после чего остался в нём работать. В 1921 году переехал в Москву, где основал кафедру фармакологии в Московском ветеринарном институте (ныне — Московская государственная академия ветеринарной медицины и биотехнологии имени К. И. Скрябина) и руководил ей до конца жизни. Кроме того, основал отделы фармакологии во Всесоюзных институтах экспериментальной ветеринарии и экспериментальной эндокринологии, военно-ветеринарную химическую лабораторию.
Активно изучал воздействие на животных различных отравляющих веществ, в том числе боевых, и разработал теорию механизма их действия. В 1930 году Сошественскому было присвоено звание заслуженного деятеля науки РСФСР. В 1934 году защитил докторскую диссертацию.
Умер 18 января 1941 года, похоронен на Новодевичьем кладбище Москвы.

### Семья
Жена — Елена Петровна, урожденная Тифлова. Родилась в 1883 г в селе Громки Камышинского уезда Саратовской губ. Отец -Тифлов Петр Никанорович — священник Троицкой церкви этого же села, законоучитель местной ЦПШ и местных земских сельских школ. Елена Петровна обучалась в СЕЖУ с 1893 г. Окончила акушерское отделение Казанского Университета (Справочник студентов КУ за 1905\6 гг).

## Награды
- Орден Красной Звезды (16.8.1936)[4].

## Научная деятельность

### Избранные труды
- Сошественский Н. А. Курс фармакологии и фармакотерапии домашних животных. Ч. 1-2. — М.: Сельколхозгиз, 1930—1931.
- Сошественский Н. А. Токсикология боевых отравляющих веществ / Под общ. ред. нач. Воен.-вет. упр. РККА Н. М. Никольского. — М.; Л.: Сельхозгиз, 1933. — 356 с.
- Сошественский Н. А. Фармакология: Учебник для вет. вузов. — М.; Л.: Сельхозгиз, 1934. — 436 с. — (Учебники и учебные пособия для сельскохозяйственных вузов).
- Сошественский Н. А. Курс фармакологии и фармакотерапии: Для вет. врачей и студентов вет. ин-тов / Заслуж. деятель науки Н. А. Сошественский, нач. Кафедры фармакологии Воен.-вет. ин-та РККА, проф. зоовет. ин-та. — 3-е изд., вновь перер. — М.: Сельхозгиз, 1937. — 596 с. — (Учебники и учебные пособия для сельскохозяйственных вузов).